# قشتمر (رواية)
قشتمر، هي رواية للأديب نجيب محفوظ، ذات حجم متوسط. تحكي قصة رجال خمسة جمعت بينهم وشائج الصداقة منذ عهد الطفولة. عاشوا حياتهم كلّها في العباسية في مصر. تجمع الشلّة نماذج مختلفة من الشخصيات، فصادق صفوان شاب متدين خلوق ومهذب، حماده الحلواني شاب من أسرة غنية متقلب المزاج ويحب القراءة، طاهر عبيد الأرملاوي ابن لأسرةٍ ميسورةٍ أيضاً وكان شاعراً ناجحاً وذو ملامح شعبية، أمّا إسماعيل قدري فقد كان شاباً مجتهداً في دراسته لكن الفقر وموت أبيه يقسرانه على دراسة الآداب رغم رغبته في دراسة شيء آخر.

## العنوان
يعود تسمية الرواية ب «قشتمر» إلى مقهى قشتمر الصغير الذي اعتاد الرفاق على الاجتماع فيه عمراً مديداً وتنتهي أحداث الرواية نفسها داخل ذلك المقهى. 